# نیروگاه برق آبی دروازه آهنی دو
نیروگاه برق آبی دروازه آهنی دو (به لاتین: Iron Gate II Hydroelectric Power Station) یک نیروگاه برقابی و سد در رومانی است که در Gogoșu واقع شده‌است.